# キアヴェラーノ
キアヴェラーノ（伊: Chiaverano）は、イタリア共和国ピエモンテ州トリノ県にある、人口約2,100人の基礎自治体（コムーネ）。

## 地理

### 位置・広がり

#### 隣接コムーネ
隣接するコムーネは以下の通り。括弧内のBIはビエッラ県所属を示す。
- ドナート (BI)
- アンドラーテ
- ボルゴフランコ・ディヴレーア
- サーラ・ビエッレーゼ (BI)
- トッラッツォ (BI)
- モンタルト・ドーラ
- ブローロ
- イヴレーア
- カシネッテ・ディヴレーア

## 文化・観光
「スローシティ」加盟都市である。

## 姉妹都市
- Mane、フランス